# Rivière Guillet
Pour les articles homonymes, voir Guillet.
La rivière Guillet est un affluent du Lac Devlin, coulant dans la municipalité de Belleterre, dans la municipalité régionale de comté (MRC) de Témiscamingue, dans la région administrative de l’Abitibi-Témiscamingue, au Québec, au Canada.
La rivière Guillet coule en territoire forestier et agricole. La foresterie et l'agriculture constituent les principales activités économiques de ce bassin versant ; les activités récréotouristiques, en second.
Annuellement, la surface de la rivière est habituellement gelée de la mi-novembre à la mi-avril, toutefois la circulation sécuritaire sur la glace se fait généralement de la mi-décembre à la fin mars.

## Géographie
La rivière Guillet prend sa source à l’embouchure du lac Guillet (longueur : 2,5 km ; largeur : 0,3 km ; altitude : 315 m) dans la municipalité de Belleterre. Ce lac draine des zones de marais notamment tout au long de sa rive sud-est et la partie inférieure de ce sous-bassin versant.
L’embouchure du lac Guillet se situe à 3,9 km au nord-est du centre du village de Belleterre ; à 27,3 km au sud-est du lac des Quinze et à 14,8 km au sud-est de la baie Klock du lac Simard.
Les principaux bassins versants voisins de la rivière Guillet sont :
- côté nord : lac Simard, ruisseau Klock, lac Grassy, rivière des Outaouais ;
- côté est : ruisseau Rave, rivière Marécageuse, lac Soufflot, rivière aux Sables ;
- côté sud : rivière aux Sables, rivière Saseginaga, rivière Blondeau ;
- côté ouest : lac aux Sables, ruisseau Girard, rivière des Outaouais, lac des Quinze, rivière Blondeau.

À partir de l’embouchure du lac Guillet (situé au nord-est du lac), la rivière Guillet coule sur 9,3 km surtout en zone de marais, selon les segments suivants :
- 1,0 km vers le nord-est, jusqu’à un ruisseau (venant du nord) ;
- 6,8 km vers le nord-est en zone de marais, jusqu’à la décharge (venant de l’est) des lacs Daley et Rainy ;
- 1,5 km vers le nord-ouest, jusqu’à son embouchure[2].

La rivière Guillet se décharge au fond d’une baie sur la rive sud-est du lac Devlin lequel se déverse à son tour dans le ruisseau Klock, un affluent du lac Simard. La partie nord-ouest de ce dernier est traversée vers l'ouest par la rivière des Outaouais. De là, cette dernière coule vers le sud-ouest, puis le nord-ouest, avant de traverser la Centrale des Rapides-des-Quinze, puis le lac Témiscamingue.
L’embouchure de la rivière Guillet est localisée à :
- 4,9 km au sud-est de l’embouchure du lac Devlin, lequel s’avère le lac de tête du ruisseau Klock ;
- 11,3 km au sud-est de la baie Klock, située dans la partie sud du lac Simard ;
- 63,6 km au nord-est du lac Témiscamingue ;
- 47,9 km à l'est de l’embouchure du lac des Quinze (barrage des Quinze) sur la rivière des Outaouais ;
- 10,1 km au nord-est du centre du village de Belleterre.

## Toponymie
Le mot Guillet constitue un patronyme de famille d’origine française.
Le toponyme rivière Guillet a été officialisé le 9 mars 1988 à la Commission de toponymie du Québec.